# Taphrina athyrii
Taphrina athyrii är en svampart som beskrevs av Siemaszko 1923. Taphrina athyrii ingår i släktet Taphrina och familjen häxkvastsvampar.  Artens status i Sverige är: Ej påträffad. Inga underarter finns listade i Catalogue of Life.